# Espèce en péril
Au Canada, une espèce sauvage est dite en péril dès qu'il existe un risque qu'elle disparaisse. Ce terme peut parfois s'utiliser pour une espèce éteinte, notamment au Canada. Les espèces en péril sont classées en cinq catégories, selon un niveau de risque d'extinction croissant :

## Catégories canadiennes
- Espèce préoccupante (anciennement « vulnérable ») – Une espèce est dite "préoccupante" quand ses caractéristiques biologiques la rendent particulièrement sensible aux menaces liées aux activités humaines ou à certains phénomènes naturels ;
- Espèce menacée - Toute espèce susceptible de devenir en danger de disparition si les facteurs limitants auxquels elle est exposée, comme la disparition de 'habitat, ne sont pas supprimés ;
- Espèce en danger de disparition - Toute espèce exposée à une disparition ou à une extinction imminente ;
- Espèce disparue du pays - Toute espèce qui n'existe plus à l'état sauvage, mais qu'on trouve ailleurs (Correspond à RE et à EW) ;
- Espèce disparue - Toute espèce qui n'existe plus nulle part sur la planète.

Ce système de classement du statut de conservation d'une espèce a été défini par l'organisme gouvernemental canadien COSEPAC. Il est majoritairement utilisé pour les espèces vivant au Canada mais peut également servir pour classer la plupart des espèces connues à l'échelle mondiale.
Au niveau international, le système de classement le plus utilisé est la Liste rouge de l'UICN.